# Unplugged (álbum de Eric Clapton)
Unplugged é um álbum ao vivo do cantor e compositor britânico Eric Clapton, gravado em 1992 como parte da série MTV Unplugged. Gravado em janeiro no Bray Studios e lançado em agosto de 1992 pelo selo Reprise/Duck Records, o álbum inclui uma versão do aclamado single "Tears in Heaven" e a primeira versão acústica de "Layla", tendo sido bem recebido pela crítica especializada. Considerado um dos mais expressivos trabalhos de Clapton, o álbum vendeu mais de 26 milhões de cópias em todo o mundo, sendo o álbum ao vivo mais vendido da história e vencedor de três categorias dos Prêmios Grammy.

## Gravação
Clapton conduziu o concerto diante de um pequeno público no dia 16 de janeiro de 1992 nos estúdios Bray Studios, em Windsor, Inglaterra. Além das faixas incluídas no álbum, a performance contou com algumas versões antigas de "My Father's Eyes" e "Circus Left Town", juntamente com "Worried Life Blues" e uma versão de "Rollin' and Tumblin'". Logo após dirigir-se ao público com um tímido "é isto!", Clapton disse que precisavam performar cinco canções novamente. A segunda apresentação de "My Father's Eyes" foi seguida de uma pequena pausa e uma performance inesperada de "Rollin’ and Tumblin'", que Clapton havia gravado com Cream. Durante o espetáculo, Clapton utilizou dois violões Martin 000-42. 

## Lista de faixas
| N.º            | Título                                      | Compositor(es)        | Duração |  |
| 1.             | "Signe"                                     | Eric Clapton          | 3:13    |  |
| 2.             | "Before You Accuse Me"                      | Ellas McDaniel        | 3:36    |  |
| 3.             | "Hey Hey"                                   | Big Bill Broonzy      | 3:24    |  |
| 4.             | "Tears in Heaven"                           | Clapton Will Jennings | 4:34    |  |
| 5.             | "Lonely Stranger"                           | Clapton               | 5:28    |  |
| 6.             | "Nobody Knows You When You're Down and Out" | Jimmy Cox             | 3:49    |  |
| 7.             | "Layla"                                     | Clapton Jim Gordon    | 4:46    |  |
| 8.             | "Running on Faith"                          | Jerry Lynn Williams   | 6:35    |  |
| 9.             | "Walkin' Blues"                             | Robert Johnson        | 3:37    |  |
| 10.            | "Alberta"                                   | Tradicional           | 3:42    |  |
| 11.            | "San Francisco Bay Blues"                   | Jesse Fuller          | 3:23    |  |
| 12.            | "Malted Milk"                               | Robert Johnson        | 3:36    |  |
| 13.            | "Old Love"                                  | Clapton Robert Cray   | 7:53    |  |
| 14.            | "Rollin' and Tumblin'"                      | Muddy Waters          | 4:10    |  |
| Duração total: | Duração total:                              | Duração total:        | 61:47   |  |

### Singles
Chart positions courtesy of the Billboard (North America)
| Year | Single             | Chart                  | Position |
| ---- | ------------------ | ---------------------- | -------- |
| 1992 | "Tears in Heaven"  | Billboard Hot 100      | 2        |
| 1992 | "Tears in Heaven"  | Adult Contemporary     | 1        |
| 1992 | "Layla"            | Adult Contemporary     | 8        |
| 1992 | "Layla"            | Mainstream Rock Tracks | 9        |
| 1992 | "Layla"            | Billboard Hot 100      | 12       |
| 1992 | "Layla"            | Top 40 Mainstream      | 4        |
| 1993 | "Running on Faith" | Adult Contemporary     | 28       |
| 1993 | "Running on Faith" | Mainstream Rock Tracks | 15       |

## Recepção crítica
O álbum rendeu 6 Grammy Awards para o Clapton (Record of the Year, Album of the Year, Song of the Year, Best Male Pop Vocal Performance, Best Rock Male Vocal Performance e Best Rock Song). A canção "Tears in Heaven" garantiu 3 dos seis prêmios.
O álbum chegou a posição #1 da Billboard 200, e teve uma vendagem de Diamante pela RIAA (venda superior a 10 milhões de copias somente nos EUA). No ano 2000, a revista Q Magazine ranqueou o álbum na posição 71 na sua lista dos 100 Melhores Álbuns Britanicos. Em Outubro de 2011, o álbum foi posicionado no 9o lugar na lista dos 10 melhores álbuns de 1992 da revista Guitar World.

## Desempenho nas tabelas musicais
| Tabela musical                           | Melhor posição |
| ---------------------------------------- | -------------- |
| Austrália - ARIA Albums Chart            | 1              |
| Áustria - Ö3 Austria                     | 3              |
| Canadá - Canadian Albums Chart           | 1              |
| Países Baixos - Dutch Mega Albums Chart  | 1              |
| França - SNEP                            | 1              |
| Alemanha - Media Control Albums Chart    | 3              |
| Itália - FIMI                            | 13             |
| Japão - Oricon                           | 5              |
| Nova Zelândia - New Zealand Albums Chart | 1              |
| Norwegian VG-lista Albums Chart          | 6              |
| Swedish Albums Chart                     | 3              |
| Swiss Albums Chart                       | 3              |
| UK Albums Chart                          | 2              |
| United States Billboard 200              | 1              |

| Chart (1992)            | Position |
| ----------------------- | -------- |
| Australian Albums Chart | 45       |
| Austrian Albums Chart   | 25       |
| Swiss Albums Chart      | 25       |
| UK Albums Chart         | 69       |
| U.S. Billboard 200      | 36       |
| Chart (1993)            | Position |
| Australian Albums Chart | 2        |
| Austrian Albums Chart   | 7        |
| Canadian Albums Chart   | 1        |
| Italian Albums Chart    | 39       |
| Japanese Albums Chart   | 39       |
| Swiss Albums Chart      | 7        |
| UK Albums Chart         | 23       |
| U.S. Billboard 200      | 3        |

### Tabelas de década
| Tabelas musicais (1990–1999)   | Melhor posição |
| ------------------------------ | -------------- |
| Estados Unidos - Billboard 200 | 30             |

## Créditos
- Eric Clapton - vocal principal, violão
- Andy Fairweather-Low - violão, harmônica
- Ray Cooper - percussão
- Nathan East - baixo acústico, apoio vocal
- Steve Ferrone - bateria
- Chuck Leavell - teclado
- Katie Kissoon - apoio vocal
- Tessa Niles - apoio vocal
- James Barton - engenharia de som